# オファー
| ウィキペディアには「オファー」という見出しの百科事典記事はありません（タイトルに「オファー」を含むページの一覧/「オファー」で始まるページの一覧）。 代わりにウィクショナリーのページ「オファー」が役に立つかもしれません。 |